# Билый, Йозеф
Йозеф Билый (чеш. Josef Bílý; 30 июня 1872 — 28 сентября 1941) — генерал армии Чехословакии, деятель движения Сопротивления.

## Служба в австро-венгерской армии
После окончания школы в 1888—1892 гг. проходил обучение в кадетском пехотном училище в Триесте. Военную службу начал в 15-м пехотном полку в Тернополе в качестве командира взвода. С 1898 по 1900 г. учился в Терезианской военной академии в Вене, а затем поступил в 7-ю пехотную дивизию в Осиеке (Славония. В 1908—1910 гг. бы преподавателем тактики в кадетской школе в Вене.
В звании майора отправлен 18 августа 1914 г. командиром батальона на Восточный фронт; участвовал в боевых действиях в Галиции и Карпатах. 3 июля 1915 года он был ранен; находился в полевом госпитале в Любляне. Преподавал на офицерских курсах, с июня 1918 года в качестве командира 7-го боснийско-герцеговинского пехотного полка участвовал в боях на итальянском фронте.

## В армии Чехословакии
После провозглашения независимости Чехословакии Йозеф Билый присоединился к формирующейся чехословацкой армии в Праге. В звании полковника он занимал должности в областном и гарнизонном штабе в Чешских Будейовицах. С весны 1920 года он некоторое время был командиром полка в Ужгороде, а затем командиром пехотной бригады во Фридек-Мистеке (1920—1922). 16 декабря 1921 года произведен в генералы и назначен заместителем командующего военным округом в Брно.
В 1923—1928 гг. командовал 6-й пехотной дивизией, проходил стажировку во Франции. С 3 апреля 1928 г. — дивизионный генерал, с 26 июня 1931 года — генерал армии. Вышел в отставку 1 июля 1935 года.

## В движении Сопротивления
После оккупации Чехословакии в марте 1939 г. присоединился к антинацистскому сопротивлению. Совместно с Сергеем Войцеховским, Алоисом Элиашем и Гуго Войтой входил в т. н. «Совет старейшин». Инициировал создание организации «Защита нации», состоявшей из бывших офицеров чехословацкой армии и поддерживавшей связь с эмигрантским правительством в Лондоне. С апреля 1939 г. возглавлял штаб «Защиты нации», вёл курс на подготовку вооружённого восстания после начала войны между Германией и западными странами. С декабря 1939 г., после начала арестов гестапо членов «Защиты нации», перешёл на нелегальное положение. Арестован 14 ноября 1940 г. в Моравии, находился в заключении в Терезиенштадте. После ареста Билого «Защиту нации» возглавил генерал Бедржих Гомола.
На следующий день после назначения Рейнхарда Гейдриха и. о. рейхспротектора Богемии и Моравии генералы Йозеф Билый и Гуго Войта были расстреляны в Праге. Последними словами Билого были: «Да здравствует Чехословацкая Республика! Псы, стреляйте!»

## Награды
- 1915 — Крест «За военные заслуги» (Австро-Венгрия)
- 1918 — Орден Железной короны (Австро-Венгрия)
- 1923 — Орден Возрождения Польши
- 1924 — Орден Почётного легиона (Франция)
- 1925 — Орден Короны Италии
- 1926 — Орден Святого Саввы (Югославия)
- 1932 — Орден Короны Румынии
- 1933 — Орден Югославской короны
- 1945 — Чехословацкий Военный крест
- 2018 — Орден Белого льва